# Grande Loge de Belgique
La Gran Lògia de Bèlgica (en flamenc: Grootloge van België) (en francès: Grande Loge de Belgique) La Gran Lògia de Bèlgica fou creada el 4 de desembre de 1959. La Gran Lògia de Bèlgica comptava el 1973, aproximadament amb 2.000 membres repartits en 30 lògies.

## Formació
La Gran Lògia de Bèlgica, va néixer després de la sortida de cinc lògies simbòliques del Gran Orient de Bèlgica:
- Tradition et Solidarité, de Brussel·les.

- La Parfaite Intelligence et l'Etoile réunies, de Lieja.

- La Constance, de Lovaina.

- Le Septentrion, de Gant.

- Marnix van Sint-Aldegonde, d'Anvers.

## Tallers
En l'any 2006, el nombre de membres era d'aproximadament de 2.500 germans treballant en 52 tallers, repartits de la següent manera:
- 18 a Valònia (tallers francòfons)
- 15 a Brussel·les (13 francòfons, 1 neerlandòfon i 1 taller bilingüe)
- 19 a Flandes (16 tallers neerlandòfons i 3 francòfons)

## Grans mestres
- Frans Smits
- Adelin Closset
- Julien Van Driessche
- Charles Wagemans
- Clément Ceuppens
- André Van Der Stricht
- Edwin Commins
- Herman Buskens
- Jacques Massagé
- Matthieu De Donder
- Edwin Commins
- Georges Neslany
- Georges Vandeputte
- Rik Van Aerschot
- Jean Van der Avoirt